# أحمد مازن الشقيري
أحمد مازن أحمد أسعد الشقيري (ولد في 6 يونيو 1973) إعلامي وكاتب سعودي ومقدم برامج تلفزيونية. وهو مقدم السلسلة التلفازية الشهيرة خواطر والمضيف السابق لبرنامج يلا شباب. قدَّمَ برامج تلفازية حول مساعدة الشباب على النضج في أفكارهم والبذل في خدمة الإسلام وتطوير مهاراتهم واكتشاف معرفتهم بالعالم وبدورهم في جعله مكاناً أفضل. اشتهر الشقيري في السعودية والوطن العربي بعد سلسلة برنامج خواطر التي حقَّقت نجاحاً واسعاً نتيجة بساطة أسلوبها ومعالجتها لقضايا الشباب والأمة الإسلامية، والتي كانت دائماً تبدأ بمقولته: «لست عالماً ولا مفتياً ولا فقيهاً وإنما طالب علم.»
بداية الشقيري في مجال الإعلام تعود إلى عام 2002 عبر البرنامج التلفازي يلا شباب والذي شارك في تقديمه مع عدد من الشبان، تناول البرنامج قضايا الشباب بأسلوب استطاعوا جذب هذه الفئة من الجمهور، وفي الأعوام التالية، شارك الشقيري في برنامج رحلة مع الشيخ حمزة يوسف الذي عرض على شاشة قناة إم بي سي والذي كانت فكرته مرافقة مجموعة من الشبان للداعية الأميركي حمزة يوسف في مواقع مختلفة من بينها الولايات المتحدة.
جاء دوره في التقديم التلفازي عبر برنامج خواطر والذي يعد استكمالاً لمشروع بدأه عبر كتابة مجموعة من المقالات الأسبوعية في صحيفة المدينة السعودية تحت عنوان خواطر شاب أيضاً، قامت فكرة البرنامج على تقديم قضية شبابية معينة في حلقة لا تتجاوز مدتها خمس دقائق في شكل أقرب إلى النصيحة الموجهة للشبان والشابات والذي اضطر أن يقدمه منفرداً بسبب عدم توفر وقت كبير في جدول قناة إم بي سي.
تبنَّى الشقيري مشاريعَ توعويّة على أرض الواقع بالمحاضرات والندوات في المناسبات العامة والجامعات، وتبنى الشقيري الكثير من الشباب المهتمين بالتطوع والتأليف ووفر لهم المكان لتبادل الأفكار والخبرات وتعريف أنفسهم للناس، كما دعم مصاريف بعض الطلبة الأجانب في الجامعات، وكان ممن شاركوا في الدفاع عن نبي الإسلام محمد بنشرهِ فيديو باللغة الإنجليزية على شبكة الإنترنت رداً على صانعي الفيلم المسيء للنبي محمد.

## النشأة

### الأصول
ينحدر أحمد مازن الشقيري من أصول حجازية فعائلته من قبيلة الشقيرات، نزحت من الحجاز إلى مصر ثم إلى عكا، وأحمد مازن الشقيري هو أيضاً حفيد السياسي أحمد أسعد الشقيري مؤسس منظمة التحرير الفلسطينية. وقد عمل جده في السعودية بمنصب وزير دولة لشؤون الأمم المتحدة في عهد الملك سعود من عام 1957 إلى عام 1962.

### التعليم والأسرة
وُلِدَ الشقيري لأسرة من جدة، وبعد إتمام دراسته الثانوية في مدارس المنارات في جدة، سافر إلى الولايات المتحدة الأمريكية لإتمام دراسته الجامعية هناك عندما كان عمره 17 سنة في لونغ بيتش، كاليفورنيا، وحصل على بكالوريوس إدارة نظم، ثم ماجستير في إدارة الأعمال من جامعة كاليفورنيا، ليدير أعمال والده.

### الأحلام والطموحات
في طفولته تمنى أن يكون طبيب أسنان تخصُّص تقويم أو رجل أعمال، وانتهى به الحال بدراسة إدارة أعمال وحاسب آلي، ومع هذا كان دائماً يحب العمل التطوعي ومن حبه لهذا المجال فتح له باب العمل التطوعي في الإعلام عن طريق برنامج يلا شباب ثم برنامج خواطر، فحياته كانت كحياة أي إنسان عادي من حيث أنه يملك شركة تجارية وكان يعمل بالتجارة قبل دخوله الإعلام وكانت أهدافه وخططه بسيطة جداً، فقد وجد ذات مرة ملف على جهازه القديم مدوَّن عليه أهدافه لسنة الألفين أي للعشر سنوات القادمة، فكانت أهدافه عبارة عن توسعة شركته التجارية وفتح مستشفى خيري وكفالة أيتام وغير ذلك، لكن عندما دخل الإعلام تغير كل شيء تغييرًا كليّاً، وعبَّر الشقيري بأن جزءًا هاماً من الإلهام أتاه خلال الهجوم على الولايات المتحدة في أحداث 11 سبتمبر والذي أصابه بشكل خاص بذعر هائل كشخص أمضى سنواته الحاسمة في الولايات المتحدة قائلاً «شعر الكثير منا بضرورة توعية الشباب لفهم الدين بشكل أكبر وباعتدال.»

### نقاط التحول
كانت في حياة الشقيري عدة نقاط تحول منها نقطة البدء بالصلاة، نقطة بداية القراءة، نقطة الإقلاع عن التدخين، نقطة الزواج، نقطة بدء برنامج يلا شباب، نقطة بدء برنامج خواطر. أما عن أهم أول نقطة تحول في حياة الشقيري فكانت عام 1994 وهي الصلاة، يقول عنها:
 الإقلاع لم يكن سهلاً ولا سريعاً فقد استغرق الشقيري للإقلاع عن التدخين عامين كاملين مليئين بالعقبات، فكان يقلع عن التدخين أسبوعاً ثم يعود إليه الأسبوع الآخر، وسبب العودة للتدخين كان إما حزناً أو تضايق ومِن ثَمَّ يعود للإقلاع بعد عودة حماس التغيير، أما نقطة التحول الثالثة فهي بداية عمل برنامج يلا شباب عام 2002.

## دخوله في مجال الإعلام
دخل الشقيري الإعلام بالصدفة وكانت بدايته مع برنامج يلا شباب، حيث كان معد البرنامج صديقاً له فعرض عليه فكرة المشاركة معهم، وخاض التجربة، كان البرنامج من فكرة هاني خوجة وهدفه تحسين وتغيير المجتمع بشكل عام مع التركيز على فئة الشباب خاصةً المراهقين والعشرينات، كان في البرنامج منذ البداية كلاً من قسورة الخطيب وعيسى بوقري ومن المفترض أن يعمل الشقيري خلف الكواليس في إعداد البرنامج لكن قدر له أن دخل في تقديم البرنامج أيضاً بالإضافة إلى الإعداد.
وقعت عقبات للشقيري في البرامج التلفازية، لكن كما يقول أنه لا يطلق عليها عقبات بل إشارات إلهية للإنسان يستطيع أن يستشف منها ما يريده الله. فبعد برنامج رحلة مع الشيخ حمزة يوسف في الولايات المتحدة، قرر الشقيري والآخرون إعادة البرنامج نفسه في رحلة جديدة لكن قناة الإم بي سي رفضت هذا العرض، فكان لهذا القرار الوطء الثقيل في نفس الشقيري ورفاقه، لكنه عاد وأخبرهم بتقديم برنامج يلا شباب جديد في أربع حلقات فقط بمعنى حلقة في الأسبوع الواحد طوال رمضان لأن الرحلة تعرض يومياً، فعادت قناة الإم بي سي لترفض وحجتها هو الجدول الرمضاني ممتلئ، لم يستسلم الشقيري وعاد لقناة الإم بي سي بفكرة برنامج جديد مدته خمس دقائق فقط وعلى الإم بي سي وضع هذا البرنامج في أي وقت شاءت، بعد تفكير طلبت قناة الإم بي سي حلقة تجريبية من الشقيري رغم عمله مع الإم بي سي منذ خمسة أعوام، فضلاً أن الحلقة التجريبية مكلفة جداً فهي تحتاج إلى كاميرات ومصورين، كاد الشقيري أن يتخلى عن فكرة البرنامج الذي يعرض في خمس دقائق، وهذه الأحداث كلها كانت قبيل رمضان بثلاثة أشهر والوقت قصير جداً.
بعد هذه المحادثات والأحداث اتصل بالشقيري في نفس اليوم أحد أصدقائه يخبره أنه قادم هو وفريق كامل إلى المملكة العربية السعودية لتصوير حلقة تجريبية لبرنامج ما، فكان هذا الاتصال كما يقول الشقيري إشارة إلهية له، فكلم صديقه أنه يحتاجه في يوم الخميس لساعة واحدة لتصوير حلقة على السريع لإرسالها لقناة الإم بي سي، فتم تصوير حلقة تنظيف الحمامات وتم إرسالها إلى الإم بي سي ولم تأتِ الموافقة إلّا في منتصف شهر أغسطس ولم يبقَ على رمضان سوى شهرين فقط، استغرق تصوير خواطر الجزء الأول أسبوعاً، وكذلك أسبوع لكل من الإعداد والإنتاج، فسبب برنامج خواطر عقبات كثيرة على القناة والشقيري ولو أن هذه العقبات لم تستغل لما ظهر هذا البرنامج كما يقول الشقيري.

## النشاط الإعلامي
- له عدد من البرامج الإعلامية منها:

### يلا شباب
قدم برنامج يلا شباب أحمد الشقيري وعمرو وقسورة ومجموعة من الشبان الذي عرض على قناة إم بي سي منذ سنوات، كان البرنامج مميزاً ولكن لم يستمر من مجموعة الشباب التي قامت بتقديمه إلا أحمد الشقيري الذي استمر في تقديم برنامج خواطر شاب ثم أصبح البرنامج متعدد المواسم والذي بلغ 11 موسماً، كان آخرها في عام 2015 وهو الموسم الذي عُرض فيه خلاصة المواسم السابقة، كانت أفكار مواسم البرنامج مميزة وكانت في الأغلب تسعى إلى محاولات عملية وفي كل عام كان للبرنامج نهج ينتهجه وفكرة محورية يدور حولها.
كان برنامج يلا شباب برنامج حواري ودردشة، فالضغوطات فيه أقل على الشقيري نتيجة وجوده ضمن مجموعة، فهو عنصر واحد من ضمن فريق، وأيضاً لأن أحمد الفيشاوي كان هو المقدم الرئيسي للفريق والشقيري كان داعماً له في المجال الثقافي الجاد، فضلاً إلى أن مساحة التسلية أكبر في يلا شباب عن خواطر، ففي التصوير وبعد التصوير يجلس أعضاء البرنامج ويتسامرون إضافة إلى المواقف المضحكة الكثيرة، كما أن سياسة البرنامج تعتمد على استقبال الضيوف ففي كل حلقة ضيف، أما في خواطر فكانت المسؤولية أكبر على الشقيري، فكل الأنظار عليه لظهوره وحده، إضافة إلى أن التحضير له كان يستغرق وقتاً أطول.

### رحلة مع الشيخ حمزة يوسف
في الأعوام التالية، شارك الشقيري في البرنامج التلفازي رحلة مع الشيخ حمزة يوسف والتي قامت فكرته على مرافقة مجموعة من الشباب للشيخ والداعية الأمريكي حمزة يوسف في مواقع مختلفة من بينها الولايات المتحدة، ومن خلال الرحلة وحواراته مع الشباب طرح يوسف رؤية متكاملة عن العلاقة بين الإسلام والغرب وكيف يمكن للمسلمين وخاصة الشباب دعوة الآخرين لدينهم بشكل حضاري وعصري.

### خواطر
جاءت تجربة أحمد الشقيري الأبرز في التقديم التلفازي من خلال برنامج خواطر والذي يعد استكمالاً لمشروع بدأه من خلال كتابة المقالات الأسبوعية في صحيفة المدينة تحت عنوان خواطر شاب أيضاً وقامت فكرة البرنامج على تقديم قضية شبابية معينة في حلقة لا تتجاوز مدتها خمس دقائق في شكل أقرب إلى النصيحة الموجهة للشبان والشابات، ومن خلال هذه الدقائق الخمس يتناول الشقيري عدداً من القضايا المثارة في أوساط الشباب مثل الحجاب والعمل وسبب عزوف الشباب عن القراءة إضافة إلى طرحه تساؤلات عن حال الأمة الإسلامية ومدى قدرتها على تحقيق النهضة والاكتفاء الذاتي من مواردها، بدأ برنامج خواطر على شاشة الإم بي سي واستطاع أن يجذب ملايين المشاهدين العرب ورغم ذلك تعرض البرنامج لانتقادات عديدة لجرأته بشكل لم يعتده المشاهد العربي. ولقد زادت شهرة أحمد الشقيري في السعودية والوطن العربي بعد هذه السلسلة التي حققت نجاحاً كبيراً، وينسب البعض سبب نجاحه إلى بساطة أسلوبه ومعالجته لقضايا الشباب والأمة والتي كانت دائماً تبدأ بمقولته: 
استخدم الشقيري في برنامج خواطر لغة بسيطة سلسة تعالج قضايا المجتمع تصل كلماته بكل يسر وسهولة دون تكلف أو تصنع، يخاطب العقل والوجدان في آن واحد في ممارسة عملية لفقه الدعوة إلى الله، وفهم عميق للمقاصد الشريعة العليا تطبيقاً على أرض الواقع، وأقوى من كل ذلك المنهج الذي قدمه الشقيري النموذج لشباب جيله من خلال عمله هذا مظهراً ومخبراً فكان بذلك من أكثر الدعاة تأثيراً على شباب جيله يتحدث بلسانهم ولغتهم، ولم يكن هذا ليكفيه بل جعل همه أن يعيد أمة اقرأ التي لا تقرأ اليوم إلى أمة قارئة، فوضع نموذجاً للمقهى الإسلامي ينافس به المقاهي الأخرى التي أخذت منحنى قتل الوقت، فكان مقهى أندلسية أول مقهى إسلامي يعيد للكتاب مكانته، وليكون نواة تحفيز شباب أمة اقرأ على القراءة.
ومن العرض الأول للبرنامج حظي خواطر بشعبية كبيرة وخاصة فئة الشباب والشابات، فكان المقدم يتكلم باللهجة العامية ويلبس مثل ما يلبس الشباب فكان سبباً لتقربه من الشباب بشكل أكبر ويوصل النصيحة بطريقة مباشرة من شاب إلى شاب ومن دون أي تعقيد، تعرض الشقيري لعدة انتقادات شرسة على مدار خواطره، ولاقى البرنامج في نسخته الأولى نجاحاً بشكل فاجأ الجميع بما فيهم مقدمه الذي قرر أن يستمر خواطر كبرنامج رمضاني في كل عام وليتواصل النجاح على مدى الأعوام التالية، فرض أحمد الشقيري نفسه في سنين قليلة، فارتقى برنامجه إلى الصف الأول في سلم البرامج الناجحة والمتميزة والتي تحمل قيمة تجديدية مضافة في دنيا الإعلام الثقافي مادة وأداء وإخراج ومعاصرة ومواكبة لآخر فنون العرض الجذاب المليء بالابتكارات.

### لو كان بيننا
برنامج لو كان بيننا لأحمد الشقيري فكرته استحضار النبي محمد في الزمن المعاصر - الحالي - وهل سيقوم المسلمون بتصرفاتهم الحالية أم لا. فهو يهدف إلى تحقيق السنة النبوية في الأعمال اليومية في القرن 21. يطرح البرنامج تساؤلاً هو: كيف كان رسول الله سيتصرف أو سيحكم على مواقف معينة في هذا الزمن كما لو كان بيننا، ولهذا ينزل الشقيري إلى الشارع ويلتقي بالناس مسلطًا الضوء على كثير من ممارساتهم اليومية ويقارنها بممارسات الرسول، كما جاءت في السيرة النبوية، محاولاً استقراء الإجابات والعِبر بهدف تجسيدها في ممارسات تطبيقية نقوم بها في حياتنا. ويناقش البرنامج - في حلقاته - موضوعات كثيرة تمس حياتنا الواقعية، مثل كيفية التعامل مع صنبور الماء، وأهمية إماطة الأذى عن الطريق، وضرورة شكر الله على نعمه حتى يبارك فيها. البرنامج مكون من جزئين كل جزء يحتوي على 15 حلقة.

### برنامج سين
عرض الموسم الأول على قناة MBC1 عام 2021، وعرض الموسم الثاني على نفس القناة عام 2023.

### فيلم إحسان من المدينة وفيلم إحسان من الحرم
تطرق الشقيري في فيلم إحسان من الحرم إلى جوانب إدارة الحرم من سقيا زمزم إلى خدمات التنظيف وعملية التعطير ومساعدة ذوي الاحتياجات الخاصة ومقرأة الحرم أما فيلم إحسان من المدينة فقد تطرق فيه إلى معالم المدينة المنورة وعادات أهلها وتطورها وقطار المدينة ومعالم الحرم النبوي وتوسعته ومظلاته وأبوابه.

## النشاط الاجتماعي والثقافي

لقطة شاشة لموقع أحمد الشقيري ثقافة دوت كوم

إلى جانب البرامج، يملك الشقيري عدة مشروعات ثقافية يسعى من خلالها إلى إعادة أمة اقرأ إلى القراءة، ففي عام 2005 بدأ عدة مشاريع وقفية وغير ربحية منها برنامج خواطر ومقهى أندلسية الثقافي في جدة وموقع ثقافة دوت نت والهدف من هذه المشاريع تحسين وتطوير المجتمع بطريقة حديثة مقبولة لدى شريحة الشباب. وبعد مرور 7 سنوات ارتأى الشقيري مع مجموعة الفوزان والمركز الطبي الدولي وشركة أصول أن تنقل هذه المشاريع إلى المرحلة التالية عبر تأسيس شركة آرام الإحسان القابضة الغير الربحية والتي تسعى إلى نشر مفهوم الإحسان في المجتمع عبر إنتاج برامج تلفزيونية هادفة وتطوير مقهى أندلسية الثقافي وتحويل موقع ثقافة دوت نيت إلى موقع تواصل اجتماعي يهدف إلى نشر ثقافة القراءة والعمل التطوعي، كل هذا بهدف الارتقاء بالمجتمعات العربية إلى الأفضل للوصول لمصاف العالم الأول.

### موقع ثقافة
يحتوي موقع ثقافة على الكثير من المعلومات المتعلقة بالقضايا التي تثار من فترة لأخرى في البرنامج ويتم طرحها في هيئة حملة يشارك فيها عدد كبير من مستخدمي الإنترنت ويتضمن الموقع على لقطات من برنامج خواطر.

### مقهى أندلسية
كما أنشأ الشقيري مقهى ثقافي أسماه أندلسية الموجود في مدينة جدة في السعودية، وهو نفس اسم المؤسسة التي يديرها وتعتبر منتجاً منفذاً لبرنامج خواطر ويصفه الشقيري بأنه «تجربة ثقافية تجارية»، فهو مقهى لا يقدم المأكولات والمشروبات فحسب، بل تعقد فيه الندوات وتوجد به مكتبة تتوفر فيها كتب من شتى فروع المعرفة. ويعد أول مقهى ثقافي في مدينة جدة. وقد تم إقفال المقهى لاحقا.
أنشأ الشقيري موقع أندلسية الإلكتروني على شبكة الإنترنت للاعتناء بالشأن الثقافي والأدبي.

### موقع إحسان
أنشأ الشقيري موقع إحسان أو i7san والذي يعتبر أول شبكة اجتماعية تفاعلية لنشر الثقافة والعمل التطوعي في العالم العربي، حيث يتيح لأعضائه إنشاء مشاريع تطوعية والترويج لها والحصول على الدعم، فالموقع يعمل كحلقة وصل بين المتطوعين والنوادي التطوعية والداعمين، للترويج للعمل التطوعي في العالم العربي.
ظهر النور لموقع إحسان حين دشنه أحمد الشقيري على الإنترنت وجعل هدفه الرئيسي استقطاب مئة ألف متطوع في عام 2012 ومليون متطوع آخر بحلول عام 2014. فتعتبر الغاية الجوهرية من موقع كـ شبكة إحسان هو العمل كحلقة وصل بين ثلاث جهات: المتطوعين، النوادي التطوعية، الداعمين، لتقوم لتنشيط العمل التطوعي في الوطن العربي. يمكن لمستخدمي موقع إحسان التطوع بشكل مادي أو عيني أو من خلال بذل المجهود الشخصي في أحد المشاريع التطوعية على الشبكة.
من خلال الصفحة الرئيسية للموقع يمكن الولوج إلى: الرئيسية، أعضاء، أندية - ويمكن الانضمام إلى أندية قائمة أو إنشاء نادي داعم خاص لمشروع - يمكن إنشاء مشروع أو الاطلاع على مشاريع قائمة والمشاركة فيها، مكتبة، مقالات، أخبار، استطلاعات، مسابقات، ومن خلال الصفحة الرئيسية أيضاً يمكن أن يكون الفرد من الداعمين للموقع ومشاريع التطوع فيه.

### خواطر شاب
سلسلة لا تقل تأثيراً عن البرنامج التلفازي خواطر شاب والذي كان له دور كبير إلى تغيير الكثير من الشباب والشابات وتغيير الكثير من القضايا الاجتماعية نحو الأفضل وذلك بأسلوبه الموجه على الأخص للفئة الشبابية والمراهقة حيث يخاطب النفوس مباشرة مازجاً حب الدين وروح الشباب وفهم الواقع. ظهر الكتاب الأول من السلسلة عام 2006 وبالرغم من أن معظم المواضيع المطروحة هي نفسها التي طرحت على كافة أجزاء البرنامج، إلا أنه تم إضافة فقرات إضافية خاصة للنسخة الورقية. كذلك تم إضافة بعض النصوص وبعض التنقيحات في بقية المواضيع. سلسلة خواطر تعنى بتطوير الذات، طبعت لتواكب اقتناءها في المشاوير التي يضطر فيها البعض للانتظار، ومن الممكن تحويل الأفكار المطروحة في هذا الكتاب إلى تطبيقات عملية في العالم العربي حيث أنه لا يوجد فرد مهما كان عمره أو وظيفته أو وضعه الاجتماعي إلا ويمكنه أن يستفيد ويطبق إحدى الأفكار المطروحة في السلسلة المكونة من ثلاث أجزاء. بدأت رحلة كتاب خواطر شاب من مجموعة مقالات كتبها الشقيري قبل أن يقرر تحويل فكرتها إلى برنامج تلفازي قصير، وشجع النجاح الذي لاقاه البرنامج رغم أن مدة عرضه لا تتعدى خمس دقائق الشقيري على البدء بجزء ثان هو خواطر2 قبل أن يتحول إلى كتاب صدر جزآه الأول والثاني من طبع مكتبة العبيكان.
امتازت السلسلة برصانة الأسلوب وبساطته، وتعتبر السلسة المادة الورقية للبرنامج الذي أعجب به الملايين وأثر في كثير من المسلمين ولا سيما الفئة المستهدفة من المجتمع وهي فئة الشباب، لربما يخطر لمن يقرأ هذه الكتيبات البسيطة يجد أن المواضيع في بعضها تكرار، ولكن هذا التكرار فيه تأكيد ولفتة نظر له، وأيضاً يحمل في طياته بعض الزيادات التي أفتقرها في المقال الذي سبقه.

### رحلتي مع غاندي

غلاف كتاب خواطر شاب 2 (الكتاب الثاني من السلسلة خواطر شاب) والذي كان مكملاً للموسم الرابع للبرنامج.

يدور كتاب رحلتي مع غاندي حول تطوير الذات، يسرد فيه أحمد الشقيري خلاصة تجربته في هذه الحياة، ويقدم من خلاله نصائح للإنسان المسلم تفيده في حياته يقول:
 وعن الكتاب يقول الشقيري:
 أعلن الشقيري بهذا الكلام أن التجربة الإنسانية هي واحدة، على تعددها واختلافها وكلها وإن كثرت مصادرها، تتجه نحو هدف واحد وهو خير البشر.

### كتاب أربعون
كتاب ألفه الشقيري ويتحدث فيه عن الخواطر التي اكتسبها من عزلته لمدة 40 يوما في جزيرة نائية.

### الحملات
لم يكتفِ الشقيري بهذا بل أقام عدة أنشطة عملية وحملات منها تنظيف دورات مياه المساجد وكتاب خواطر شاب وأمتنا واحدة هلالنا واحد وفينا خير ورحلة كتاب وإحسان الكتابية وإحسان التطوعية.

#### رحلة كتاب
حملة قام الشقيري بها بالتطبيق العملي لفكرة كانت قد تناقلتها مدونات المهتمين بالقراءة تحت مسمى (كتبكم ليس لكم) وفكرتها وضع ملصق على الكتاب وتركه بعد قراءته في مكان عام ليقوم شخص آخر بقراءته وتركه بدوره ليقرأه شخص آخر مع عرض بعض الكتب ودعوة لمن يحصل عليها أن يتصل به ليخبره إلى أي البلدان انتهت رحلة الكتاب.

#### فينا خير
فكرة الحملة متمثلة في اسمها فينا خير وهي جعل الشباب المسلم يؤمن بأن داخل قلب كل إنسان يوجد بذرة خير يريدها أن تخرج إلى النور لكن ينقصه التشجيع والهمة العالية. لذلك قام الشقيري بعمل حملة فينا خير وهدفها تشجيع الشباب للعمل الخيري من خلال توعيته وإرشاده إلى الجهات الخيرية ووصول الشباب العربي لفعل 1,000,000 عمل خيري في شهر رمضان من خلال الجمعيات الخيرية. وذلك بفكرة جميلة بتحميل ستكر ولصقه في مكان مميز لتخبر الناس إننا ما زلنا بخير ونحن جاهزين للمساعدة.

#### أمتنا واحدة وهلالنا واحد
حملة تسعى إلى توحيد الأمة الإسلامية قلباً وقالباً وأن يكون صيامها وعيدها في يوم واحد.

## الحالة الأسرية
تزوج الشقيري مرتين وحصل الطلاق مع الأولى  وهو متزوج الآن من السعودية رولا دشيشة، أنجب الثنائي طفلين هما يوسف وإبراهيم، ويملك بجانب نشاطه الإعلامي مشروعًا تجارياً خاصاً به ينفق منه على نفسه وعلى أسرته في بيع الأدوات المنزلية بالإضافة إلى أعماله الدعوية والتطوعية.

## صفاته وأسلوبه
منذ بداياته والشقيري يلفت الأنظار إليه بفكرة برنامجه وطريقة عرضه وتقديمه للأمور، تزود من شبابه بسمات الحماس وأخذ من الشيوخ حكمتهم وبلاغة النصح فاستطاع المزج بين حكمة الشيوخ وحماس الشباب وأنتج هذا المزيج في نشاط إعلامي توعوي خاطب فيه عقول الشباب بعمق ووعي وفاعلية، فتقدم نحو الصدارة إلى أن احتلها حتى أصبح رمزاً للإلهام بالنسبة للشباب العرب بل أنه وصف منهم برجل التغيير.
اعتبر الشقيري نجم لامع للجيل الجديد من القنوات الفضائية والتي ساعدت برامجه التلفزيونية التوعوية إحياء تعاليم الدين في الوطن العربي، ومع انتهاء القرن الماضي ارتفعت أعداد القنوات المخصصة للتوجه الديني من 1 إلى 30 قناة وأصبح التعليم الديني على المحطات العامة كالبرنامج الذي يقدمه الشقيري، نجح كثيرون مثله في الوصول إلى الجمهور الشاب المتعطش والمستفهم لكن مبتعدين بشكل كامل عن كلاً من السياسة والمؤسسة الدينية التقليدية وبخاصة تلك الشائعة في جمهورية مصر العربية والمملكة العربية السعودية، استطاع الشقيري المزج بين الالتزام الديني المتعمق مع الأناقة والمزاج المداعب وكثير من الأحيان يشير إلى الإسلام كإبداع عظيم يحتاج ارتقاء أفضل لكن رسالته من الاعتدال الديني قوية وواضحة جداً ولقد حصل على (M.B.A) خلال سنواته في كاليفورنيا.
الشقيري ليس الأول أو الوحيد من نوعه فالمفكر والمصلح المصري عمرو خالد بدأ الوصول لأعداد هائلة من الجمهور خلال السنوات الماضية كما توسع هذا المجال في الإعلام بشكل كبير من خلال إنشاء مواقع إنترنت لكل واحد منهما وكتابة مجموعات من الكتب، استطاع البرنامج التلفزيوني الأساسي للشقيري خواطر أن يكون مختلفاً كثيراً عن الأسلوب الجاف التعليمي للعديد من الشيوخ المسلمين ففي حلقة من الحلقات تبعت الكاميرا الشقيري خلال مدينة جدة في تجوله يسأل الناس أين يمكن أن يجد مكتبة ولا أحد يعلم وفي حلقة أخرى قام بالبحث في سلة المهملات مشيراً إلى تلال من الرز المتعفن والحمص الذي يمكن أن يعطى إلى الفقراء حتى ذات مرة جلس ككاميرا خفية - أسلوب صامت - مواجهاً الناس الذي يسرقون المحفظة من الرصيف ويسألهم إذا كان النبي يفعل مثل هذا السلوك، في كل مرة ينتهي الشقيري بدروس عن الإدراك البيئي والقيادة الواعية فقد عاش في الغرب وتكلم عن القرآن كدليل أخلاقي معاصر وليس جملة من القوانين المتشددة التابعة للقرون السالفة فبدأ وكأنه يقول:«يمكنك أن تمتع نفسك احتفظ باستقلاليتك وفي نفس الوقت كن مسلماً صالحاً.»

### الأسلوب الدعوي
استند أسلوب أحمد الشقيري الدعوي في مواسمه الثلاثة الأخيرة على فكرة التعلم عن طريق الملاحظة أو المحاكاة أو التقليد أو بمفهوم آخر التعلم عن طريق النمذجة أو النموذج، حيث تعد نظرية التعلم بالملاحظة لباندورا إحدى نظريات علم النفس التي حاولت عبر السنين أن تفسر السلوك البشري المعقد، ومن ثَمَّ الرقي بهذا السلوك في المجالات الحياتية المختلفة.
وتشير كلمة نموذج إلى شخص فعلي يكون سلوكه قدوة يحتذى لمن يلاحظه، فيكون سلوكه ملهماً لصدور الاستجابة عند كل من يلاحظه، ومع أن جهود علماء التربية والتعليم حثيثة في الاستفادة من معطيات هذه النظرية في الرقي بمستوى التربية والتعليم والرقي بمستوى النماذج والقدوات في محيط الأطفال والشباب خصوصاً إلا أن هذه الجهود لم تصل بنتائجها - حتى الآن - إلى المستوى المطلوب. والمستفيد الأكبر من نتائج نظرية التعلم بالملاحظة هم التجار، وأصحاب الشركات الكبرى، التي تسوق لرواج السلع والمنتجات عن طريق استخدام الرموز والنماذج - من مشاهير وفنانين ونجوم - لتلك السلع والمنتجات بأشكال وأوضاع مختلفة.
كما أعتمد البرنامج على نظرية واسلوب الوعظ بالصدمة، وهو أسلوب بدأه خواطر من الموسم الخامس وما زال سائراً على نهجه، برغم اختلاف طرق التناول لكل موسم. كما وجد خواطر منفذاً للخروج من الوعظ النمطي التقليدي، فهو يحاول الخروج من النسق الوعظي المثالي تماماً إلى آفاق أرحب وأكثر قدرة على إثارة الأسئلة، حتى لو كان تركيزه على مرحلة الابتدائي والمتوسط والثانوي. في غالب الذين يلقون محاضرات دينية أو يقفون على المنابر اليوم لم يفعلوا شيئاً سوى قراءة بعض كتب التراث، وقلة منهم فقط من أخذ على عاتقها تعليم الناس شيئاً جديداً لم يسمعوه مذ أن كانوا طلبة في المدرسة، ولكن خدمة الدين لا تكون بالوعظ فقط، بل بتعليم الناس كيف يبنون مجتمعات حضارية، وبتعليمهم كيف ينشئون نظاماً تعليمياً عالمياً، وبدفعهم للتصدي للفساد الحكومي، وبغرس مبادئ التسامح الإنساني في قلوبهم.

## أطروحاته

#### إحسان

شعار إحسان

المقصود في التعريف النبوي للإحسان -برأي الشقيري- أن تقوم بأي عمل بأفضل (أحسن) طريقة ممكنة، بهذا المفهوم توسع كلمة إحسان إلى معنى الإتقان، والمحسنون هم الذين يتقنون أعمالهم، فعندما تركن السيارة تضعها بإحسان (بأحسن طريقة) وعندما تضع الحذاء خارج المسجد تضعه بأحسن طريقة في الأرفف المخصصة للأحذية لتكون من المحسنين، وعندما تتوضأ تحرص أن تترك المكان نظيفاً للذي بعدك ولا تسرف في الماء لتكون من المحسنين، عندما تقود السيارة في الشوارع تقود بأحسن طريقة ولا تؤذي غيرك لتكون من المحسنين، عندما تذهب إلى عملك تذهب في الموعد لتكون من المحسنين وهكذا يكون الإحسان في كل نواحي الحياة. فالإحسان كمفهوم وقيمة مفتقدة في الثقافة الإسلامية العربية يتكرر كثيراً في برنامج خواطر منذ الموسم السادس حيث توظف كفلاش مُنَبِّه كلما وضح فعل جيد التقطه البرنامج، ورسالة الشقيري من نظرته للإحسان هو إحياء ثقافة الإحسان المتمثل في إتقان الأعمال وأدائها بأفضل شكل وبأفضل صورة.
توظف كلمة الإحسان كفلاش منبه كلما وضح فعل إحسان التقطه البرنامج للمسلمين السابقين أو خلال عرضه لبعض المنجزات التقنية أو الحضارية في الدول العربية والإسلامية والعالمية التي صور فيها. ورسالة الشقيري من نظرته للإحسان هو إحياء ثقافة الإحسان المتمثل في إتقان العمل وتكافؤ الفرص المعتمدة على الإنجاز لا الولاء والجهوية.
تأصل الإحسان 

عن أبي يعلى شداد بن أوس  عن رسول الله ﷺ:

وعن عمر بن الخطاب  قال:

يقول أحمد الشقيري عن تعريف الإحسان:

#### كايزن
كلمة كايزن كلمة يابانية معناها التطوير المستمر وهو مبدأ في العمل وفي المنزل أن تطور من حياتك أو من عملك تطويرات بسيطة، ولكن بشكل مستمر. هو مبدأ يعتمد أساساً على تغير أسلوب إدارتك لحياتك أو عملك بالتدريج ومن دون تكلفة عالية، وأساس نظرية كايزن هو العمل على إزالة الـ (مودا) وهي كلمة يابانية معناها الـ (هدر). تأثر الشقيري بمبدأ الـ (كايزن) تأثراً كبيراً فاستخدمه في حياته مما أدى إلى إثرائها الإثراء المطلوب من مبدأ كهذا، ويعتبر الشقيري أن مبدأ الـ (كايزن) موجود في الإسلام بالأصل، وهو يتمثل في قول الرسول: «أحب الأعمال إلى الله أدومها وإن قل.» يقول الشقيري:
كايزن في الأدب الياباني 
كلمة كايزن معناها التطوير المستمر وهو مبدأ في العمل وفي المنزل أن تطور من حياتك أو من عملك تطويرات بسيطة، ولكن بشكل مستمر. وهذا يختلف تماماً عن مبداً (restructuring) الأمريكي في تطوير الشركات، حيث يتطلب مبالغ ضخمة، وتغييرات جذرية، أما مبدأ كايزن فهو يحتاج أن تغير أسلوب إدارتك لحياتك أو عملك بالتدريج ومن دون تكلفة عالية. الإساس في كايزن هو العمل على إزالة الـ (مودا) وهي كلمة يابانية معناها (الهدر). وبطبيعة الحال تنقسم الـ (مودا) إلى عدة أقسام منها مودا التخزين، مودا الأخطاء، مودا الحركة، مودا الانتظار، مودا النقل. فالفكرة الأساسية من الـ كايزن هي وضع أنظمة، أنظمة بسيطة ولكنها موحدة، بحيث ينجز العمل حسب النظام بأقل وقت وتكلفة ونسبة خطأ ممكنة. ويذهب اليابانيون في مبدأ كايزن إلى أبعد من هذا، ويقولون «هب نفسك في أي مهمة تقوم بها حالياً أنك تقوم بها بأسوأ طريقة ممكنة!!» هذا تفكير يجعل الإنسان يرى الثغرات ويرى طرقاً جديدة لتطوير الأمور. كما أن مبدأ الـ كايزن مبدأ يشارك فيه الجميع في المؤسسة يشارك فيه كل الموظفين كبيرهم وصغيرهم، في المنزل كل أفراد الأسرة أيضاً، ما يجب على مسؤول في بيئة معينة أن يضع آلية لتسهيل وصول الاقتراحات من الأفراد المختلفين للجهة المؤولة لتتم دراستها وتنفيذها، عن طريق صندوق اقتراحات يكتب فيه الأشخاص أي فكرة جديدة لديهم مهما كانت بسيطة، وعلى صعيد الأسرة اجتماع أسبوعي يقوم فيه الأفراد بطرح اقتراحاتهم، أي اجتماع أسري يوم الجمعة.
كايزن في اطروحات الشقيري
كايزن المكتب 
المكتب المزدحم لا يساعد على العمل ويصد النفس والعكس صحيح، فالمكتب المنظم يشرح الصدر ويجعل الإنتاج أفضل. كايزن المكتب يكون في التعامل الصارم مع أي ورق موجود على المكتب بناء على نظرية التاءات
| التاء      | نوع التعامل                                                              |
| ---------- | ------------------------------------------------------------------------ |
| تنفيذ      | للأوراق التي ستعمل عليها فوراً                                            |
| تقطيع      | للأوراق التي قرأتها، ولن تحتاجها                                         |
| تفويض      | للأوراق التي سينفذها غيرك، فعليك إعطاءها لهم مباشرة وعدم وضعها على مكتبك |
| تخزين مؤقت | للأوراق التي ستعمل عليها خلال أسبوع توضع على أرفف خاصة على مكتبك         |
| تخزين طويل | للأوراق التي انتهيت منها ويجب وضعها في ملفات التخزين                     |

ما يؤدي إلى وجود الأوراق التي ستعمل عليها فقط دون غيرها، جعل المكاتب مكدسة بالأوراق لا يؤدي إلا لهدر الوقت في البحث عن الورقة المطلوبة ن كما يزيد احتمال ضيع الأوراق، بالإضافة إلى أن الوضع لا يفتح النفس للعمل، وفي كل هذا (مودا) هدر يمكن توفيره.
كايزن الوقت 

مبدأ التفويض من أهم الأمور التي توفر الوقت على الإنسان، أن تعطي بعض المهام التي تعمل عليها حالياً لغيرك، ومن ثم تفرغ وقتك لما هو أهم. يقول الشقيري:
 القاعدة الأساسية هي بإمكان غيرك أن يقوم بنفس المهمة التي تقوم بها بنفس المستوى الذي تقوم به، إن وجد هذا الشخص فعليك تفويضه. قواعد التفويض: 1) اختر المهمة 2) اختر الشخص المناسب للتفويض 3) درب الشخص على المهمة 4) اختبره على عمل المهمة بالمستوى المطلوب 5) ضع نظاماً للمتابعة. من أبسط الأمور التي يمكن تفويضها للخادمة أن تشتري حاجات المنزل، ومن أبسط الأمور التي تفوض للأبناء بعض الأعمال في المنزل، فهذا يعلمهم تحمل المسؤولية منذ عمر مبكر مثل شراء المقاضي من التموينات، تنظيف السيارات، سقي الزرع، تنظيف بعض أجزاء المنزل. يعلق الشقيري على كايزن الوقت:
كايزن الملابس
قد يكون دولاب البعض مزدحم أو لا توجد فيه مساحة للتخزين أكثر، كايزن الملابس يكون في التخلص من أي لبس لم تلبسه آخر سنتين، أي قميص، فستان، شراب، بنطلون، جاكيت، حذاء لم يلبس أكثر من سنتين، ففي الغالب لن يحتاج إليه مرة أخرى. كايزن الملابس هو بالتخلص منها بتبرع لجمعية خيره، أو فتح (garage sale) كما يتم في الولايات المتحدة، والقيام ببيع القطع بسعر منخفض عن طريق عرض مفتوح للأصدقاء. بقاء الملابس أو الأحذية في الدولاب مدة سنتين هو إهدار (مودا) لفائدة هذا المنتج وكان بالإمكان الاستفادة به من الغير.
كايزن الصحة
ما يفعله الإنسان اليوم في جسده قد يوفر عليه الكثير من (المودا) الهدر في المال والوقت في المستقبل، القيام بتنظيف الأسنان عند دكتور كل ستة أشهر إلى سنة سيوفر تكاليف الحشو وآلامه والإصلاحات في حال تسوس الأسنان في المستقبل بسبب عدم تنظيفها الدوري، الرياضة ثلاث أيام في الأسبوع - على الأقل - ولمدة نصف ساعة - على الأقل - سيوفر الكثير الكثير من هدر الأوقات والأموال في المستقبل بسبب مشكلات القلب والعظام والمفاصل والظهر التي تنتج بسبب عدم ممارسة الرياضة بشكل دوري.
كايزن التربية 
في وجود توتر دائم مع الأطفال سواء بشأن أمور الواجبات المنزلية أو إنهاء أكلهم في الصحون، يكون كايزن التربية بوضع نظام واضح لتوفير على النفس التوتر والتضايق يتمثل في: يجب على الطفل مثلاً إنهاء واجباته يومياً قبل الساعة السادسة مساء، في حال قيامه بذلك خلال أسبوع يحصل على مبلغ مالي كل يوم خميس، في حال عدم قيام الطفل بذلك أكثير من مرة في الأسبوع فإنه يمنع من مشاهدة التلفزيون خلال عطلة الأسبوع. نفس الآلية مع إنهاء الطعام في الصحن، الكايزن هنا يكون توجيه الطفل بأن الغذاء نعمه يجب عليه المحافظة عليها والقيام بوضع نظام، على سبيل المثال أن يضع الطفل في صحنه الكمية التي يختارها هو - ولا يجبره أحد على كمية أو صنف هو لا يريده - طالما الطفل هو من اختار كمية الطعام، فإنه يمنع من ترك أي طعام في صحنه، وفي حال ترك شيء في صحنه فإنه يمنع من مشاهدة التلفاز مدة خمسة أيام على سبيل المثال، أساس هذه المبدأ هو قدرة الأطفال على إدارة حياتهم إذا أعطوا فرصة لذلك، ثم وضع نظام واضح يفهمونه، ثم الالتزام بتطبيق هذا النظام. المفاجأة أنه من قام بهذه الخطوات التزم أطفالهم به تماماً وزال كل التوتر ولم تعد هناك مشكلات حول الواجبات المنزلية أو إنهاء الأطفال طعامهم، بل إن بعضهم يتجه إلى والديه ليخبرهم بإنهاء صحنه بحمله إليهم فارعاً من الطعام. قد يجد بعض الآباء عدم ارتياح في وضع مبلغ مالي، على هذا الأساس يعتمد على كل أسرة استخدام أساليب وآليات تناسبهم لتحفز أطفالها لتطبيق النظام.
كايزن الكتابة
الكثير من المكاتب تكون مزدحمة بكل أنواع الأقلام من شتى الألوان مما يشوه من منظر المكتب، وهو هدر (مودا) للمساحة أيضاً، بتطور الأقلام أصبح البعض منها يتكون من أربع ألوان - أسود، أزرق، أخضر، أحمر - بالإضافة إلى قلم رصاص وممحاة، ذلك كله في القلم نفسه، يكون الكايزن بتعميم قلم الألوان الأربعة على كل المكاتب فيكون على كل مكتب قلم واحد فقط، ما يؤدي إلى منظر أجمل والمساحة المهدرة أقل وسرعة التنقل بين الألوان أكبر دون حاجة إلى تغيير القلم، مما يقل أيضاً من هدر (المودا) الوقت.
تأصيل كايزن
تأثر الشقيري بمبدأ الـ (كايزن) تأثراً كبيراً فاستخدمه في حياته ما أدى إلى إثرائها الإثراء المطلوب من مبدأ كهذا، ويعتبر الشقيري أن مبدا الـ (كايزن) موجود في الإسلام بالأصل، وهو يتمثل في قول الرسول ﷺ: أحب الأعمال إلى الله أدومها وإن قل. قد تقول لبعض التحسينات أنها بسيطة بل ربما تافهة، لكن مبدأ كايزن يركز على تغيير وتطوير وتحسين الأمور البسيطة تدريجياً وهذا هو السر، الأمور الصغيرة تجتمع لتجعل الحياة أفضل وأحسن.

#### أفلا يتفكرون
وهي كانت الحكمة التي يقوم عليها برنامج خواطر الموسم التاسع التي كان من دورها أن تجعل الناس تتفكر في ميزات ومميزات الشعوب الأخرى مما يبعث في نفوس الشعوب العربية والإسلامية التحفيز والنشاط للقيام بمهامهم - مثل الأقوام الأخرى وأفضل - ومفهوم أفلا يتفكرون هو مفهوم إسلامي فقد في بعض الشعوب العربية، رغم تعدد ذكره في مواضع مختلفة في القرآن، وكان من أهداف الجزء التاسع في برنامج خواطر إرجاعه إلى العرب والمسلمين والقيام بدولة الإسلام دولة التي من ميزاتها الخير والسلام.

## الأهداف
عندما سُئِلَ أحمد الشقيري عن هدفه كان جوابه: "هدفي إعادة أمة اقرأ إلى القراءة". وقد كان هذا عندما دشَّن مشروعه التجاري والذي أسماه أندلسية، وهو عبارة عن سلسلة من محلات الكوفي شوب بالطابع الإسلامي الأندلسي، يوفر به كتب للقراءة للجميع من أجل الاستمتاع بفنجان من القهوة مع المعرفة، كما تقام فيه ندوات وتجمعات، فالعديد من الدعاة والإعلاميين قاموا بزيارة الأندلسية وقدموا بعض المحاضرات وبهذا يكون أحمد الشقيري أحد الذين دمجوا بين العلم والعمل في مسيرته لإثبات نجاحاته وليكون قدوة للشباب المسلم.

## الانتقادات

### انتقادات على كتاب أربعون
قال الكاتب أحمد دعدوش أن كتاب أربعون الذي ألَّفه الشقيري مليء بالمخالفات الشرعية والأخطاء العقدية ولذلك خصص حلقةً يراجع فيها الأخطاء الموجودة في الكتاب على قناة السبيل.

### الترويج للنفس
هوجم الشقيري الذي قدم في برامجه حلول لبعض المشاكل التي يعاني منها العالم العربي، بأنه يروج لنفسه وأسعار منتوجاته في مقهاه عالية مما يتعارض مع رسالته، كما تم التشكيك في مصداقية ذهاب ريع برنامجه إلى الأعمال الخيرية، بدأت الحملة الاعتراضية على الشقيري في عام 2011 على موقع التواصل الاجتماعي تويتر في الهاشتاق الخاص بالبرنامج وكان نقداً بناءً لكن الأمر تطور وبشكل سريع ليدخل في نية الشقيري وشتمه وسبه.

### السطحية الدينية لبرنامج خواطر
كما وصف المنتقدون برنامج خواطر بالبرنامج السطحي في الناحية المعرفية والفقهية والشرعية، وعززوا رأيهم هذا بقول الشقيري عن نفسه «إنه ليس عالماً ولا فقيهاً ولا مفتياً وإنما طالب علم» فهو غير المتمكن ولا مؤهل لذلك، واتهم بأن فكرة برنامجه لم تعد عند الشقيري فكرة طالب علم، بل صارت ملابس ماركات وسفريات وإعلانات ومتاجرة.

## الجوائز والألقاب
- فاز الشقيري بالمركز الأول كأقوى شخصية مؤثرة في الوطن العربي من الشباب في الاستفتاء الذي قامت به مجلة شباب 20 الإماراتية، كما تم ترشيحه للمرة الثانية في نفس الجائزة وخاض منافسة قوية مع قارئ القرآن مشاري راشد العفاسي، وهو من الشباب الأكثر جاذبية بالنسبة إلى الشباب في طريقة إلقائه الكلام.[20]
- فاز عام 2010 بجائزة أفضل شخصية إعلامية شابة في ملتقى الإعلاميين الشباب الثالث بالأردن. واحتل الشقيري المركز الثالث والأربعون بعد المائة (143) في قائمة أكثر خمسمائة شخصية عربية مؤثرة في العالم العربي،[80] وفي العام الذي تلاه كان الشقيري من ضمن الأقوى في التأثير على الساحة العربية لكنه تراجع إلى المرتبة التاسعة عشر بعد المئتين (219)،[81] وأما القائمة فهي قائمة تقوم عليها وتنشرها مجلة أريبيان بزنس وصدرت الآن للعام الثامن على التوالي وهي قائمة لأقوى خمسمائة (500) شخصية عربية ممن استطاعوا التأثير بدرجة كبيرة في مجتمعاتهم أو في المجتمعات التي يعيشون فيها، ودرجت العادة أن تضم القائمة 100 شخصية، لكن ارتأت المجلة أن توسعها في عام 2011 إلى 500 شخصية.[82] إلى جانب فوزه بجائزة أكثر الشخصيات احتراما وحلوله في المرتبة الأولى فيها عربيا.[83]
- وكرمت السفارة اليابانية في السعودية أحمد الشقيري لتعاونه في تطوير العلاقة بين اليابان والسعودية من خلال جزء من برنامجه حيث قام الشقيري بتناول الثقافة اليابانية في برنامجه خواطر، تم منحه الشهادة من قبل السفير الياباني شيجيرو إندو تقديراً لجهود الشقيري وقال «أقدر جداً أن برنامج خواطر ساعد على زيادة اهتمام الشعب السعودي بجميع جوانب المجتمع الياباني.» وأقيم الحفل التذكاري لمنح شهادة التقدير في مقر إقامة السفير بحضور ممثلة شركة المملكة القابضة الدكتورة منى أبو سليمان وعدد من الطلاب السعوديين السابقين في اليابان.[84][85]
- فاز برنامج الشقيري المسمى خواطر بجائزة أفضل برنامج ثقافي تلفزيوني.[86]
- نال الشقيري جائزة الشيخ محمد بن راشد آل مكتوم للمعرفة[87] لعام 2015 [88] وجائزة الشيخ عيسى بن علي آل خليفة لتكريم رواد العمل التطوعي[89] وجائزة إثراء من مركز الملك عبد العزيز الثقافي العالمي.[90]
- في مطلع عام 2020 فازَ أحمد الشقيري بجائزة الأوسكار التعليمي برعايةِ اتحادِ المبدعين العرب، عضو الأمم المتحدة وملتقى اتحادات الجامعة العربية، الذي ينظمه مركز تنمية الموارد البشرية في دبي.[91]
- حصل على جائزة المؤثر المفضل من جوائز صناع الترفيه Joy Awards في نسخته الثالثة 2023.[92]

## معرض الصور

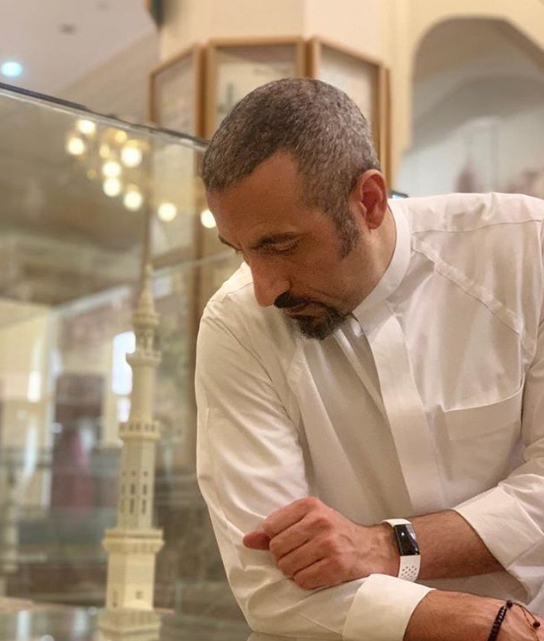
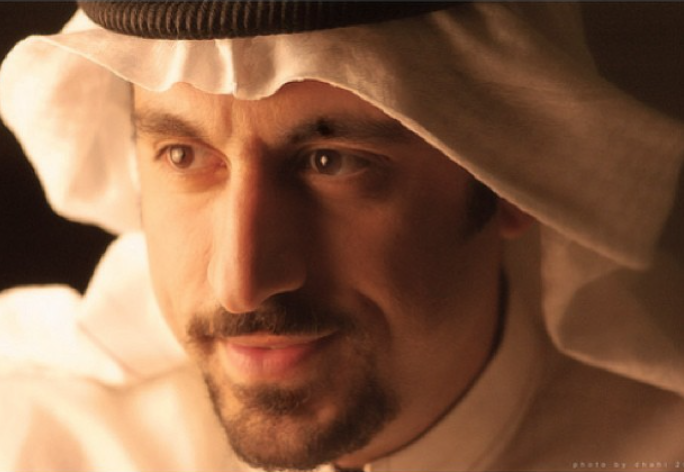
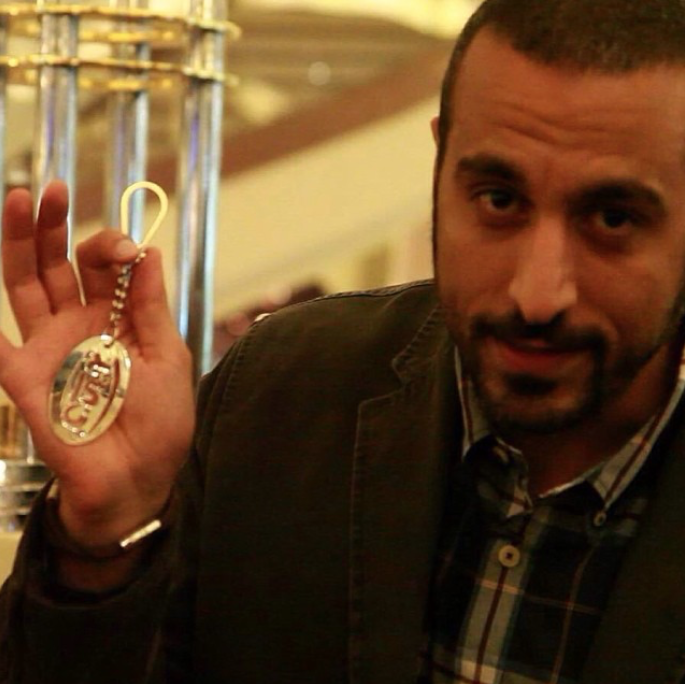
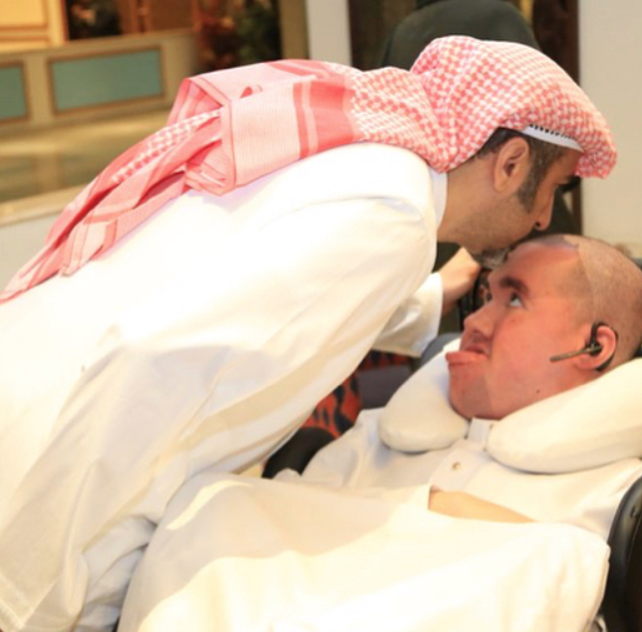

## وصلات خارجية
- موقع إحسان الموقع الشخصي لأحمد الشقيري.
- لقاء مع أحمد الشقيري في برنامج نبض الكلام على يوتيوب يحاوره عبد الله المديفر.
- مشاركة الشقيري في برنامج صدى الملاعب على يوتيوب مع مصطفى الآغا.
- وجهاً لوجه مع نجم برنامج يلاشباب الأستاذ / أحمد الشقيري مقابلة مع أحمد الشقيري من إعداد مجلة عربيات الدولية.
- لقاء صحفي مع أحمد الشقيري بعنوان بعد «التجربة اليابانية» أحمد الشقيري يستحدث «التجربة الشقيرية» في منزله. من مجلة عربيات.(لقاء مكتوب)
- قائمة أقوى خمسمائة شخصية عربية على موقع مجلة أريبيان بزنس.